# بخش جفرسون (شهرستان نوبل، اوهایو)
بخش جفرسون (به انگلیسی: Jefferson Township) یک منطقهٔ مسکونی در ایالات متحده آمریکا است که در شهرستان نوبل، اوهایو واقع شده‌است.
 بخش جفرسون ۶۱٫۵ کیلومتر مربع مساحت و ۲۸۴ نفر جمعیت دارد و ۳۱۲ متر بالاتر از سطح دریا واقع شده‌است.